# Mun Hyon-gyong
Mun Hyon-gyong (ur. 28 lutego 1998) – północnokoreańska zapaśniczka walcząca w stylu wolnym. Triumfatorka igrzysk azjatyckich w 2022. Zajęła piąte miejsce na mistrzostwach Azji w 2019. Złota medalistka igrzysk wojskowych w 2019 roku.